# 特雷奈
特雷奈（法語：Tresnay，法語發音：[tʁɛnɛ]）是法国涅夫勒省的一个市镇，属于讷韦尔区。

## 地理
特雷奈（46°41'49"N, 3°11'14"E）面积18.15 平方千米，位于法国勃艮第-弗朗什-孔泰大區涅夫勒省，该省份为法国中部省份，北至约讷省，西北接卢瓦雷省，西接谢尔省，南至阿列省，东南接索恩-卢瓦尔省，东临科多尔省。
与特雷奈接壤的市镇（或旧市镇、城区）包括：欧比尼、阿列河畔新城、尚特奈圣安贝尔、茹尔河畔图里。

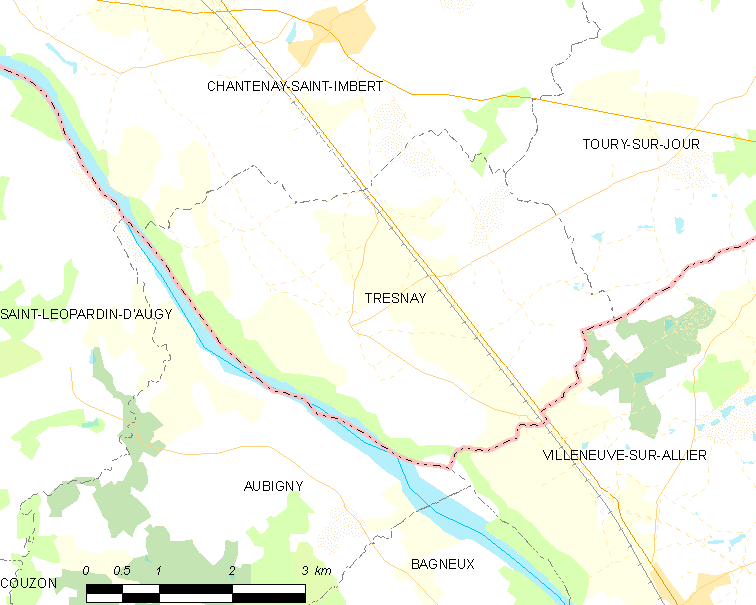
特雷奈的OSM定位图

特雷奈的时区为UTC+01:00、UTC+02:00（夏令时）。

## 行政
特雷奈的邮政编码为58240，INSEE市镇编码为58296。

## 政治
特雷奈所属的省级选区为圣皮埃尔勒穆捷县。

## 人口

1962-2008年间特雷奈人口变化图示

特雷奈于2022年1月1日时的人口数量为132人。